# Campo Agrícola San Miguel
Campo Agrícola San Miguel är en ort i Mexiko.   Den ligger i kommunen Culiacán och delstaten Sinaloa, i den västra delen av landet, 1 000 km nordväst om huvudstaden Mexico City. Campo Agrícola San Miguel ligger 17 meter över havet och antalet invånare är 395.
Terrängen runt Campo Agrícola San Miguel är platt. Runt Campo Agrícola San Miguel är det ganska tätbefolkat, med 155 invånare per kvadratkilometer. Närmaste större samhälle är El Rosario, 0,08 km nordväst om Campo Agrícola San Miguel. Trakten runt Campo Agrícola San Miguel består till största delen av jordbruksmark.